# SUGIZO
스기조(Sugizo)는 일본의 음악가로, 록 밴드 엑스 재팬과 LUNA SEA의 멤버이다. 1969년 7월 8일 일본 가나가와현 하다노시에서 태어났다. 본명은 스기하라 유네(杉原有音).

## 생애
1989년에 LUNA SEA 멤버로 가입한 후에 류이치를 영입해 지금의 멤버를 구성되어 같은 해 5월 29일 활동을 시작한다. 이후 여러 활동을 전전해 다니다가 2000년에 해체되면서 솔로 활동을 하게 되었고 2007년에 요시키와 각트, 미야비와 함께 밴드 S.K.I.N.을 결성해 잠시 동안 활동을 했다. 같은 해 LUNA SEA도 2007년 하루 한정 라이브를 하였고 2010년에 완전한 재결성 다시 활동을 하게 되었다. 사망한 히데의 공백을 채우기 위해 2009년 엑스 재팬에 가입해 현재까지 활동하고 있다.

## 출연 작품
- 위 아 엑스

## 같이 보기
- 엑스 재팬
- 요시키
- 토시
- 히데
- 파타
- 히스
- LUNA SEA
- S.K.I.N.
- 각트